# Титовский, Александр Иванович
Александр Иванович Титовский (7 сентября 1912, Дубовка, — 5 июня 2004, Ульяновск) — советский и российский художник, краевед, участник Великой Отечественной войны.

## Биография
Александр Титовский родился 7 сентября 1912 года в городе Дубовка Волгоградской области (Царицынская губерния), в 20-е годы жил в Сталинграде, окончил школу-девятилетку, с 1930 по 1934 года учился в художественно-техническом училище, С 1934 по 1936 — проходил службу в войсках НКВД в городе Баку. В 1937 году один год работал конструктором на Тракторном заводе. Затем работал художником-оформителем в Доме Красной Армии при Сталинградской авиационной школе, с 1938 по 1941 года. С декабря 1941 года воевал на фронтах Великой Отечественной войны, после демобилизации в октябре 1945 года вернулся в Ульяновск, куда во время войны была эвакуирована его семья.
В течение двух лет с 1945 года работал верстальщиком в редакции «Ульяновской правды». Позже, будучи членом «Товарищества художников», он работал художником-ретушером в редакции газеты «Ульяновский комсомолец» с 1950 по 1955 год и художественным редактором в книжном издательстве с 1957 по 1961 год.
В 1950-х годах работал художником на строительстве речного порта Ульяновска, его эскизы того времени хранятся в местном музее.
С 1963 по 1973 год работал ретушером в местной типографии, после 1973 года вышел на пенсию. В те же годы (с 1964) во время отпусков они с женой совершали ежегодные поездки в лермонтовские места на Кавказе. Путешествовали по Грузии и Кахетии, ночевали в Дарьяльском ущелье.
Новые поездки: в Дагестан, Чечню, Ингушетию, Азербайджан, Пятигорск, Минеральные Воды. Восемь экспедиций в год. Он составил 15 карт с изображением мест, связанных с М. Ю. Лермонтовым на Кавказе, и его работы (более 300 листов) хранятся в фонде музея-заповедника Лермонтова в Пятигорске.
В конце 1970-х годов, будучи пенсионером, он провел исследование в области литературного краеведения по теме «Лермонтов и Симбирск», по вопросу возможного пребывания Лермонтова в Симбирске и о симбирских родственниках поэта — семье Столыпиных.
В 1980-х взялся за серию рисунков «Ульяновская старина». Занялся зарисовками домов и улиц Радищева, Рылеева, Красноармейская, Корюкина, Пролетарская, Плеханов. Около 100 графических листов и акварелей, хранящихся в Краеведческом музее. В подписях большинства работ — имена симбирских владельцев домов, а также работа по свидетельствам подлинного Гончаровского, связанного с романом «Обрыв» места у Киндяковской рощи.
В начале 2000-х годов на склоне лет он увлекся Венецией. Создал графическую серию с венецианскими мотивами и литературные произведения, связанные с итальянским городом.
Александр Иванович умер 5 июня 2004 года.